# Stephen Lippard

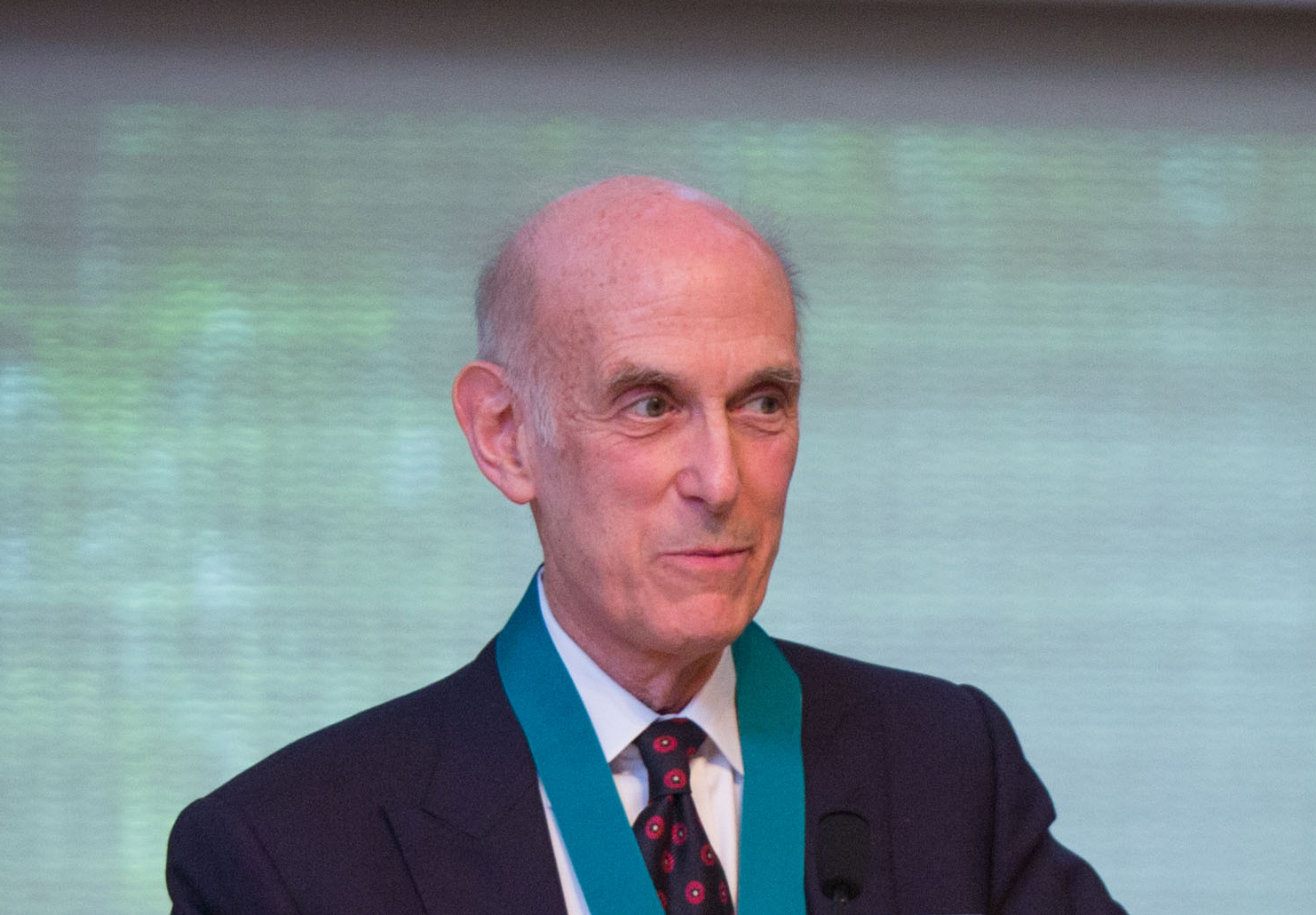
Stephen Lippard

Stephen James Lippard (* 12. Oktober 1940 in Pittsburgh, Pennsylvania) ist ein US-amerikanischer Chemiker.

## Leben und Wirken
Lippard erwarb 1962 seinen Bachelor am Haverford College und 1965 bei Frank Albert Cotton seinen Ph.D. am Massachusetts Institute of Technology (MIT) mit der Arbeit Chemistry of the bromorhenates. Anschließend war er ebendort Postdoc, bevor er 1966 an die Columbia University wechselte, wo er bis 1969 Assistant Professor, 1969 bis 1972 Associate Professor und 1972 bis 1982 Professor für Chemie war. In gleicher Position wirkte er von 1983 bis 1989 am MIT. Seit 1989 ist er dort Arthur Amos Noyes Professor für Chemie. Forschungsaufenthalte führten ihn 1972 an die Universität Göteborg, 1979 an das Medical Research Council Laboratory of Molecular Biology in Cambridge, England, 1988 an die Technische Universität München und 1998 an die University of California, San Diego.
Lippard arbeitet auf den Gebieten der anorganischen Chemie, der bioorganischen Chemie und der Neurochemie. Er beschäftigt sich mit der Synthese und der Bestimmung der chemischen Struktur von Übergangsmetall-Komplexen. Er untersucht und verbessert Chemotherapeutika mit komplexgebundenen Platinatomen, wie Cisplatin. Er studiert Hydroxylase mit zwei Metallionen und andere Metalloproteine, darunter Methan-Monooxygenase.

## Auszeichnungen (Auswahl)
- 1962 Scholastic Achievement Award (American Chemical Society, Philadelphia Section)
- 1971–1976 Camille and Henry Dreyfus Teacher-Scholar Award (Camille and Henry Dreyfus Foundation)
- 1985 Henry J. Albert Award (International Precious Metals Institute)
- 1987 Remsen Award (American Chemical Society, Maryland Section)
- 1987 American Chemical Society Award in Inorganic Chemistry (Monsanto)
- 1988 Alexander von Humboldt Senior U.S. Scientist Award (Alexander von Humboldt-Stiftung)
- 1993 John S. Bailar, Jr. Medal (University of Illinois)
- 1994 American Chemical Society Award for Distinguished Service in Inorganic Chemistry (Mallinckrodt Company)
- 1995 William H. Nichols Medal (American Chemical Society, New York Section)
- 1995 Frontiers in Biological Chemistry Award (Max-Planck-Institut für Strahlenchemie)
- 1995 Honorary D.Sc. Degree (Texas A&M University)
- 2000 Honorary Degree (Haverford College)
- 2010 Centenary Prize der Royal Society of Chemistry
- 2014 Priestley-Medaille
- 2015 Benjamin Franklin Medal (Franklin Institute)
- 2016 F. A. Cotton Medal
- 2016 Welch Award in Chemistry
- 2017 American Institute of Chemists Gold Medal

## Mitgliedschaften
- Phi Beta Kappa
- 1962 Woodrow Wilson Foundation (Fellow ehrenhalber)
- 1968–1970 Alfred P. Sloan Foundation (Sloan Research Fellow)
- 1972 John Simon Guggenheim Foundation (Fellow)
- 1979 John E. Fogarty International Center (Fellow)
- 1980 American Association for the Advancement of Science (gewählter Fellow)
- 1986 American Academy of Arts and Sciences (gewählter Fellow)
- 1989 National Academy of Sciences (gewähltes Mitglied)
- 1993 National Institute of Medicine (gewähltes Mitglied)
- 1996 Italian Chemical Society (Ehrenmitglied)
- 1996 Max-Planck-Gesellschaft („Auswärtiges Wissenschaftliches Mitglied“)
- 2002 Royal Irish Academy (Ehrenmitglied)[2]
- 2004 Leopoldina (gewähltes Mitglied)[3]
- 2016 American Philosophical Society (gewähltes Mitglied)